# Насриддінова Ядгар Садиківна
Ядгар Садиківна Насриддінова (26 грудня 1920 , Коканд, Туркестанська АРСР, Російська СФРР  — 7 квітня 2006 , Москва ) — радянська партійна і державна діячка, голова Президії Верховної Ради Узбецької РСР. Член ЦК КПРС у 1956—1975 роках. Депутат Верховної Ради СРСР 5—9-го скликань (1960—1974 роки), голова Ради Національностей Верховної Ради СРСР (1970—1974 роки).

## Біографія
Народилася у родині вантажника. Рано втратила батька, виховувалася у прийомних родинах, а з 1931 року — в дитячому будинку.
Навчалася у ремісничому училищі, на робітничому факультеті Ташкентського інституту залізничного транспорту, який закінчила у 1936 році. У 1941 році закінчила Ташкентський інститут інженерів залізничного транспорту.
У жовтні 1941 — лютому 1942 року — інженер машинно-шляхової станції Ташкентської залізниці.
Член ВКП(б) з січня 1942 року.
З лютого 1942 до січня 1946 року — секретар ЦК ЛКСМ Узбекистану по школах.
З січня 1946 по жовтень 1947 року — 1-й секретар Ташкентського обласного комітету ЛКСМ Узбекистану.
У жовтні 1947 — березні 1948 року — аспірант Ташкентського інституту інженерів залізничного транспорту.
У березні 1948 — жовтні 1950 року — 2-й секретар ЦК ЛКСМ Узбекистану.
У жовтні 1950 — травні 1952 року — 1-й секретар Кіровського районного комітету КП(б) Узбекистану міста Ташкента.
У травні 1952 — лютому 1955 року — міністр промисловості будівельних матеріалів Узбецької РСР.
У лютому 1955 — березні 1959 року — заступник голови Ради Міністрів Узбецької РСР.
24 березня 1959 — 25 вересня 1970 року — голова Президії Верховної Ради Узбецької РСР. Одночасно з жовтня 1959 до липня 1970 року — заступник голови Президії Верховної Ради СРСР.
14 липня 1970 — 25 липня 1974 року — голова Ради Національностей Верховної Ради СРСР.
У серпні 1974 — грудні 1978 року — заступник міністра промисловості будівельних матеріалів СРСР.
З 1979 року — персональний пенсіонер союзного значення у Москві.
Звинувачувалася у хабарництві по «бавовняній справі», 18 листопада 1988 року була виключена із членів КПРС. 3 квітня 1991 року була поновлена у членах КПРС, бо «звинувачення щодо неї не підтвердилися».
Померла у Москві, похована на Кунцевському цвинтарі.

## Нагороди
- чотири ордени Леніна (28.10.1948,)
- орден Жовтневої Революції
- два ордени Трудового Червоного Прапора
- орден «Знак Пошани»
- медалі